# رخ (افسانه)
رخ (فارسی: ruḵ) پرنده‌ای شکاری در اساطیر خاورمیانه است. رخ در داستان‌های عامیانه، تاریخی و متون جغرافیایی ایرانی، عربی و هندی وجود دارد.